# Carex dolichogyne
Carex dolichogyne är en halvgräsart som beskrevs av Tetsuo Michael Koyama. Carex dolichogyne ingår i släktet starrar, och familjen halvgräs. Inga underarter finns listade i Catalogue of Life.